# Aeroportul Lakselv, Banak
Aeroportul Lakselv, Banak (IATA: LKL, ICAO: ENNA) este un aeroport din Comuna Porsanger, Finnmark, Norvegia ce deservește zona Lakselv. Aeroportul a fost tranzitat în 2022 de 59.646 de pasageri. A fost deschis în 3 mai 1963 și numit după zona deservită.
Situat la o altitudine de 8 m, aeroportul dispune de 1 pistă. Este operat de Avinor⁠(d).

## Infrastructură

### Piste
Aeroportul dispune de o singură pistă. Pista 16/34 are suprafața de asfalt și dimensiunile 2.788 m × 45 m. 